# ChristenUnie
De ChristenUnie (afgekort: CU) is een Nederlandse politieke partij en heeft een christelijk-sociale signatuur.

## Historie
| |  |  |
| De voorgangers van de ChristenUnie, het Gereformeerd Politiek Verbond en de Reformatorische Politieke Federatie |  |  |

De ChristenUnie is op 22 januari 2000 opgericht na de politieke fusie tussen het Gereformeerd Politiek Verbond (GPV) en de Reformatorische Politieke Federatie (RPF). Sinds 31 januari 2000 bestaat er formeel een fractie van de ChristenUnie in de Tweede Kamer. Deze fractie is samengesteld uit de leden van de voormalige fracties van de RPF en het GPV. Sinds de verkiezingen van 1989 hielden de fracties al gezamenlijke vergaderingen.
De op een na laatste fractievoorzitter van het GPV, Gert Schutte, heeft na de totstandkoming van de fusie afscheid genomen van de politiek. Hij werd de resterende maanden van het bestaan van een zelfstandig GPV vervangen door Eimert van Middelkoop. Op de vacante zetel kwam Arie Slob.

### 2002-2003
Lijsttrekker bij de Tweede Kamerverkiezingen van 15 mei 2002 was Kars Veling. Tegen de verwachtingen in verloor de ChristenUnie een zetel. Omdat Tineke Huizinga-Heringa met voorkeurstemmen werd gekozen, verdween - naast Dick Stellingwerf en Slob - ook het Kamerlid Eimert van Middelkoop uit de Kamer. In de aanloop naar de verkiezingen in januari 2003 besloot het ChristenUnie-bestuur dat Veling zich niet nogmaals kandidaat mocht stellen omdat daar te "weinig draagvlak" voor zou zijn. De manier waarop dit gebeurde zorgde voor veel onrust binnen de partij. Veling werd uiteindelijk opgevolgd als partijleider door André Rouvoet. Slob keerde in plaats van Veling weer terug in de Kamer. Bij de Kamerverkiezingen van 22 januari 2003 verloor de ChristenUnie nog een zetel. Ook nu werd Huizinga-Heringa weer met voorkeurstemmen gekozen, waardoor Leen van Dijke niet werd verkozen. Ondanks dit verlies mocht de ChristenUnie samen met de SGP voor een korte tijd meepraten over de vorming van een nieuw kabinet, maar VVD en CDA kozen er uiteindelijk voor om met D66 in zee te gaan. Dit leidde tot de vorming van het kabinet-Balkenende II.

### 2003-2006

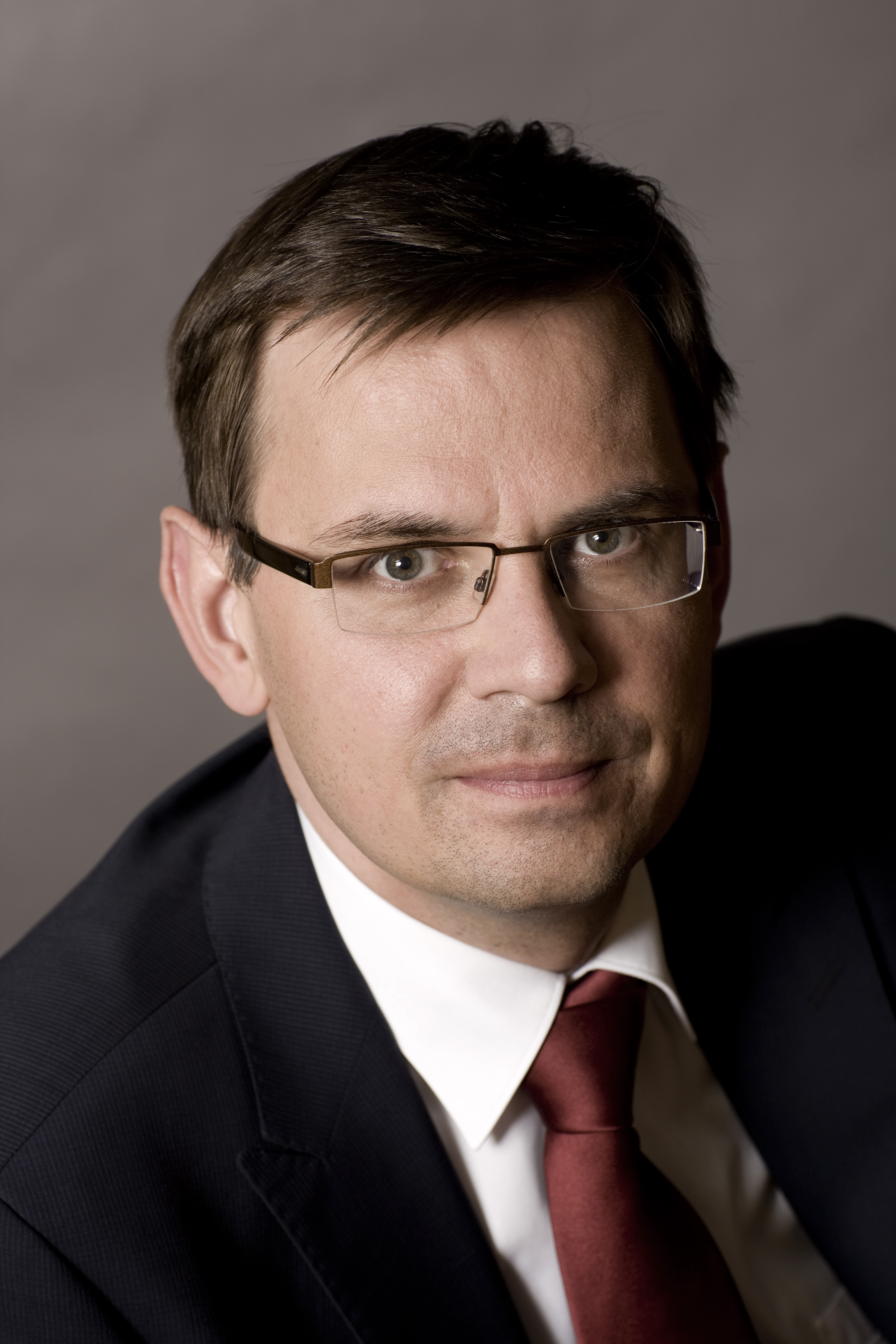
André Rouvoet

In de oppositie wist de ChristenUnie zich duidelijk te profileren. Rouvoet viel op door zijn debatstijl en inhoud. In 2003 won hij de Thorbeckeprijs voor politieke welsprekendheid. In 2004 koos de parlementaire pers hem tot politicus van het jaar. Echte bekendheid bij een breder publiek kreeg hij door zijn aanvoerende rol in het tegenkamp bij het referendum over de Europese Grondwet. Huizinga wist zichzelf en de partij vooral te profileren op het thema vreemdelingenbeleid en integratie. Daarover botste zij regelmatig met minister Rita Verdonk.
De ChristenUnie zelf lanceerde door toedoen van Henk van Rhee, directeur van het partijbureau, de zogeheten Permanente campagne. In samenwerking met (christelijke) organisaties werden verschillende acties opgezet, waarbij ook een inhoudelijk punt werd gemaakt. Er was onder andere een actie waar ex-drugsverslaafden demonstreerden tegen het gedoogbeleid en een rolstoelbasketbalwedstrijd tussen Bekende Nederlanders en het paralympisch team.
Bij de gemeenteraadsverkiezingen in 2006 zag de ChristenUnie haar toenemende populariteit vertaald worden in een overwinning.

### 2006-2010
Na de val van het kabinet-Balkenende II op 30 juni 2006 regeerde het kabinet-Balkenende III van 7 juli 2006 tot 22 februari 2007. Er vonden vervroegde verkiezingen op 22 november 2006 plaats. Hierbij boekte de ChristenUnie winst en kwam uit op zes zetels: een verdubbeling. Er werd direct na de verkiezingsuitslag gesproken over mogelijke regeringsdeelname van de partij. De ChristenUnie kwam naar voren als een partij die als derde coalitiegenoot voor een meerderheidsregering kon zorgen. Deze optie kwam opnieuw in beeld op 11 december 2006, nadat kabinetsonderhandelingen tussen het CDA, de PvdA en SP waren mislukt. Ondertussen groeide het aantal leden gestaag door.

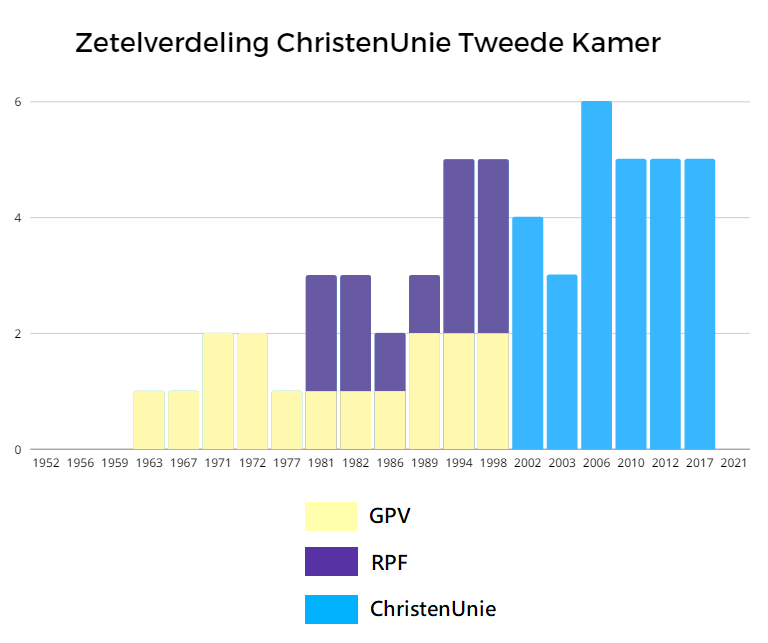

Begin januari 2007 trokken de onderhandelaars zich terug op het landgoed Lauswolt in Beetsterzwaag. Daar werd de kiem gelegd voor de vorming van het nieuwe kabinet. Op 6 februari 2007 werd bekend dat de fracties van CDA, ChristenUnie en PvdA hadden ingestemd met het conceptregeerakkoord van het toen nog toekomstige kabinet-Balkenende IV. Rouvoet en Wouter Bos werden vicepremier. Slob nam het fractievoorzitterschap van Rouvoet in de Tweede Kamer over die minister voor Jeugd en Gezin werd. Senator Van Middelkoop werd minister van Defensie. Huizinga werd staatssecretaris op het ministerie van Verkeer en Waterstaat. De plaatsen van Rouvoet en Huizinga in de Tweede Kamer werden ingenomen door Esmé Wiegman-van Meppelen Scheppink en Ed Anker.
Rouvoet noemde in een speech als belangrijkste bijdrage van de ChristenUnie aan het kabinet:
1. herstel van sociale samenhang en gemeenschapszin
2. een duurzamer omgang met de schepping
3. de rol van het gezin als plek waar essentiële waarden worden overgedragen op kinderen
4. een andere manier van kijken naar de liberale praktijk op het gebied van abortus en euthanasie
5. een positieve, maar realistische rol voor Nederland in Europa en in internationale veiligheidsvraagstukken.

Het nieuwe kabinet-Balkenende IV, dat op 22 februari 2007 werd beëdigd, kreeg van de oppositie al bij voorbaat het verwijt dat het met de deelname van de ChristenUnie Nederland 'vertrutte' en 'naar spruitjes begon te ruiken'. Dit beeld leek door enkele incidenten versterkt te worden. Zo maakte de lokale ChristenUnie in Utrecht zich bezorgd over een reclameposter waarop een dame in gouden bikini was te zien. De VVD had veel kritiek op Rouvoet, omdat die het Elektronisch Kinddossier invoerde, in een poging om, indien noodzakelijk, sneller te kunnen ingrijpen bij dreigende kindermishandeling. De VVD vond het belachelijk dat in de dossiers van jeugdzorg ook de mogelijkheid bestaat om te registreren of een kind schaamhaar heeft (om de lichamelijke ontwikkeling van een kind te kunnen schatten). Deze mogelijkheid bestond overigens al jaren. De ChristenUnie beschouwde dit soort verwijten als "libertijnse karikaturen".
Als minister raakte Van Middelkoop beschadigd door enkele uitlatingen in de media. Zo kreeg hij veel kritiek toen hij zei dat hij "heel blij" was dat hij de militaire dienstplicht had kunnen ontlopen. Ook Huizinga-Heringa had het zwaar als staatssecretaris. Zij had te maken met enkele lastige dossiers, zoals de invoering van de OV-chipkaart en nieuwe taxitarieven. Rouvoet kreeg van de oppositie het verwijt te weinig voor elkaar te krijgen op het terrein van jeugd en gezin.
SGP-voorman Bas van der Vlies vond dat de ChristenUnie in het kabinet te weinig liet horen op het gebied van abortus en euthanasie. De reacties uit de achterban waren positiever. Bijna gedurende de hele periode stond de ChristenUnie op een lichte winst in de peilingen. Op 1 januari 2008 telde de ChristenUnie 27.683 leden, het hoogste aantal sinds haar ontstaan.
Tijdens de kabinetsperiode botste vooral het CDA met de PvdA. De ChristenUnie zag zich daarbij graag als bruggenbouwer. Op haar beurt had de partij ook een paar aanvaringen, vooral met de PvdA. De grootste rel was waarschijnlijk toen Jet Bussemaker, staatssecretaris op VWS, in een brief aan de Kamer namens het kabinet liet weten embryoselectie toe te staan. Na protest van de ChristenUnie daartegen kwam ze erop terug.
Als een paar winstpunten van de kabinetsdeelname van de ChristenUnie noemde Rouvoet:
"Opvang voor tienermoeders is een serieus alternatief voor abortus geworden, naast adoptie, maar dat kon altijd al. De beschermwaardigheid van het leven is in het beleid opgenomen. Er kwam een generaal pardon voor uitgeprocedeerde asielzoekers. We hebben het (program)ministerie van jeugd en gezin gekregen, een grote wens van ons. Wij kunnen niet ontevreden zijn".
Na een lange periode van conflicten binnen het kabinet, onder andere over het rapport van de Commissie-Davids, viel het kabinet door een meningsverschil over de voortzetting van de legermissie in Uruzgan uiteindelijk op 20 februari 2010. De PvdA was pertinent tegen deze missie. De ChristenUnie ging tot 14 oktober 2010 samen met het CDA tot de verkiezingen in een demissionair kabinet verder. Huizinga werd minister van Volkshuisvesting, Ruimtelijke Ordening en Milieubeheer, Rouvoet kreeg de portefeuille onderwijs erbij en Van Middelkoop de portefeuille Wonen, Wijken en Integratie.

### 2010-2017

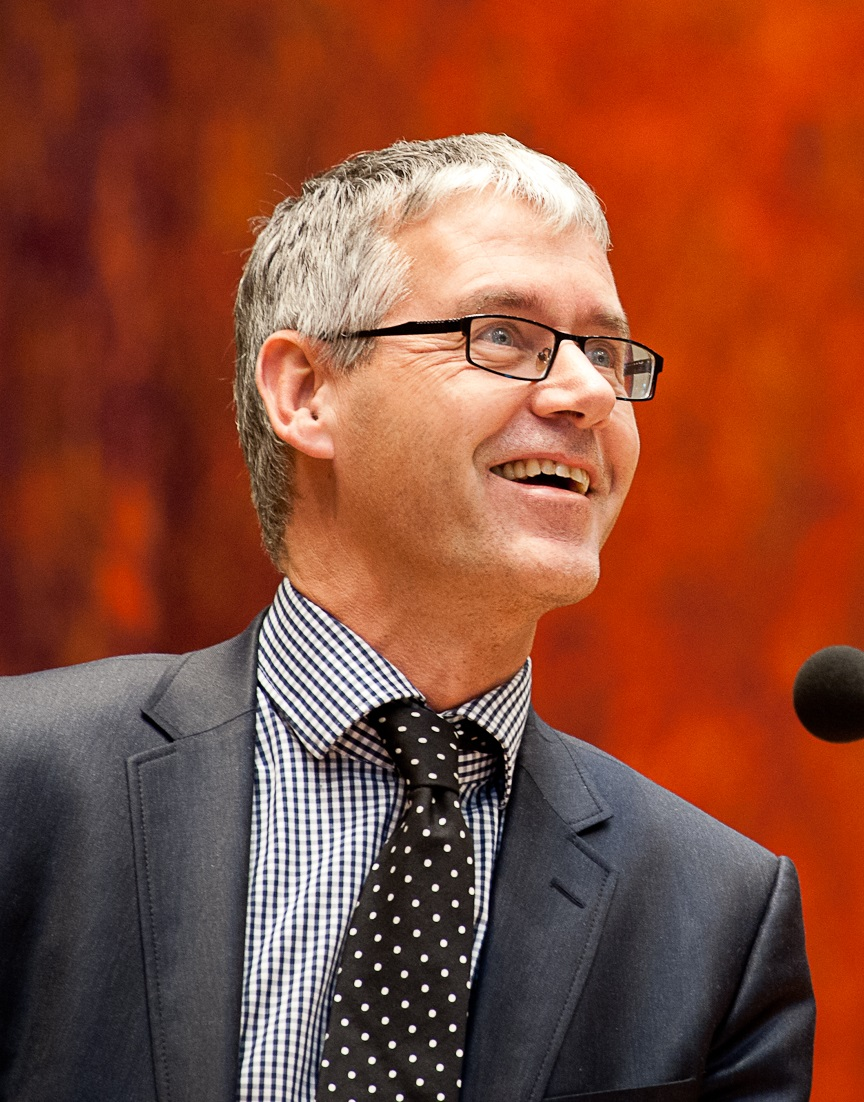
Arie Slob

Bij de gemeenteraadsverkiezingen van 3 maart 2010 daalde het aantal zetels van de ChristenUnie van 339 naar 330. In gemeenten waar de ChristenUnie samen optrok met de SGP gingen in totaal zes zetels verloren. Bij de Provinciale Statenverkiezingen 2011 had de partij eveneens een fors aantal zetels verloren.
De ChristenUnie verloor bij de Tweede Kamerverkiezingen van 9 juni 2010, één zetel en kwam daardoor op vijf. Hierdoor verdwenen Ernst Cramer en Ed Anker uit de Tweede Kamer.
Onder leiding van de toenmalige voorzitter van de Bestuurdersvereniging en Nunspeetse wethouder Nico Schipper verscheen in december 2010 een evaluatierapport. Volgens het rapport was er "een gebrek aan concrete invulling van het christelijk-sociale profiel van de partij". Een debat over homoseksualiteit richtte schade aan. Een deel van de oorzaak van de minder geslaagde campagne lag volgens de commissie bij Rouvoet. Die kon moeilijk als vicepremier, minister voor Jeugd en Gezin en minister van Onderwijs ook nog adequaat opereren als lijsttrekker die de inhoudelijke koers uiteenzet.
Rouvoet maakte eind april 2011 zijn aftreden bekend als partijleider en Kamerlid. Als redenen voor zijn vertrek noemde hij dat hij het "heilig vuur" miste, de partij de ruimte wilde geven in de discussie in welke richting te gaan en omdat hij meer tijd wilde spenderen aan zijn gezin. Slob volgde hem op als fractievoorzitter en partijleider. Rouvoet verliet de Kamer op 17 mei. Na de val van het kabinet-Rutte I bereikte de ChristenUnie op 26 april 2012 samen met de fracties van VVD, CDA, D66 en GroenLinks het Nederlands begrotingsakkoord van 26 april 2012. Dat akkoord over miljardenbezuinigingen staat onder verschillende namen bekend.
Bij de Tweede Kamerverkiezingen van 2012 hield de ChristenUnie de vijf zetels vast. Twee nieuwe Kamerleden deden hun intrede: Carla Dik-Faber en Gert-Jan Segers. Zij kwamen in de plaats van Esmé Wiegman en Cynthia Ortega. Na deze verkiezingen vormden de VVD en PvdA onder leiding van Mark Rutte een nieuw kabinet. Dit kabinet-Rutte II had echter geen meerderheid in de Eerste Kamer. De regering zocht de steun van D66, SGP en de ChristenUnie om toch haar wetten door het parlement te loodsen. De drie partijen kwamen bekend te staan als de C3 (Constructieve 3). Andersom kon de ChristenUnie daardoor regeringsingrijpen op een aantal dossiers voorkomen. Zo werden de Johan Willem Frisokazerne in Assen en de Generaal Spoorkazerne in Ermelo niet zoals voorgenomen gesloten. Datzelfde gold voor een tbs-kliniek Veldzicht. Ook bleven schoolboeken gratis beschikbaar.
Zowel bij de gemeenteraadsverkiezingen op 19 maart 2014 als de Europese verkiezingen op 22 mei 2014 (op een gezamenlijke lijst met de SGP) groeide het aantal stemmen op de ChristenUnie.
De grondslag van de partij werd in juni 2015 gewijzigd. In de nieuwe grondslag zijn de Drie Formulieren van Enigheid niet meer opgenomen. De aanwezigheid daarvan lag gevoelig bij leden uit evangelische en rooms-katholieke hoek. Op 10 november 2015 trad Slob af als fractievoorzitter en Tweede Kamerlid en droeg hij zijn taken over aan Gert-Jan Segers, die bij de Tweede Kamerverkiezingen 2017 lijsttrekker was.

### 2017-2021

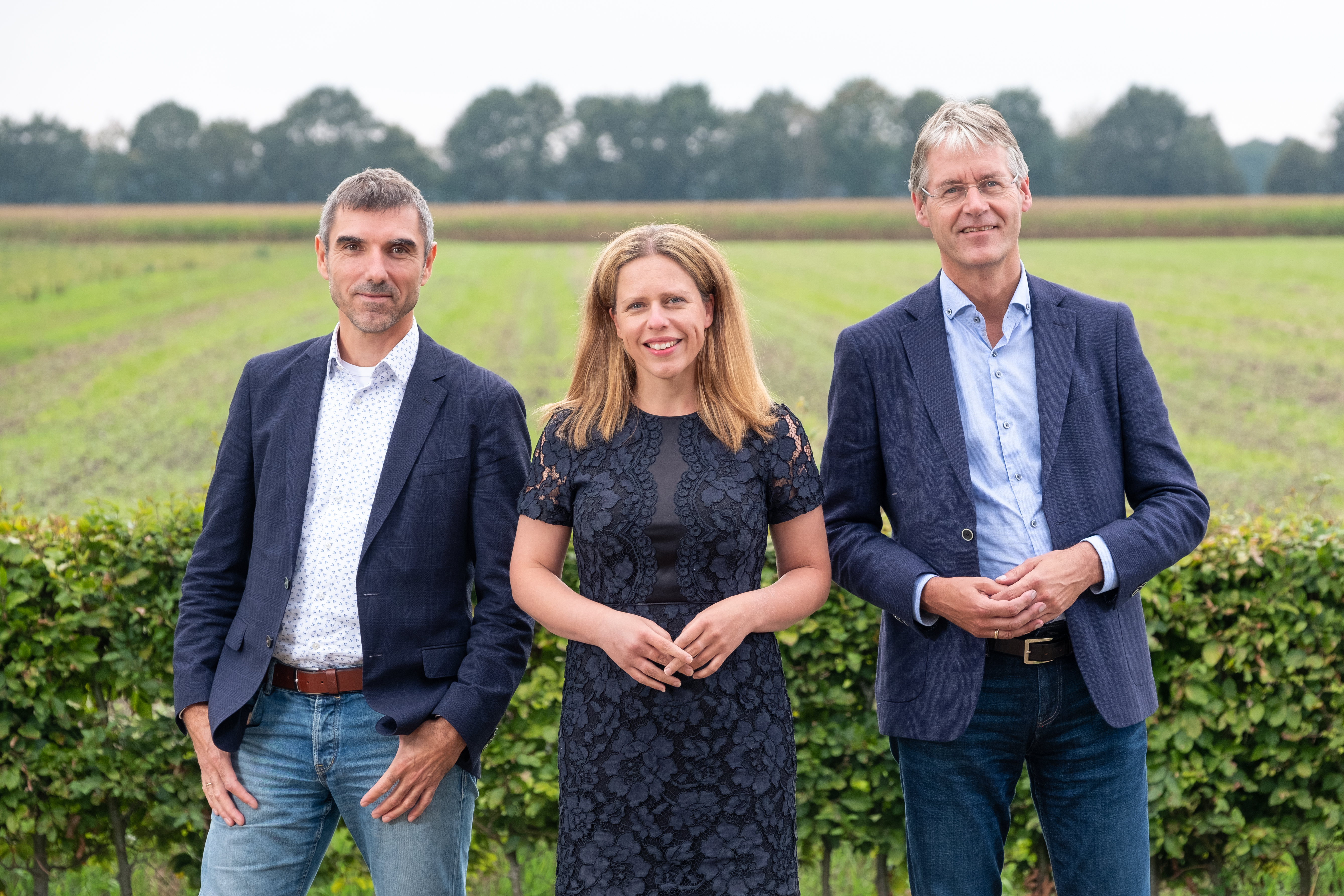
De bewindslieden van de ChristenUnie in het Kabinet-Rutte III

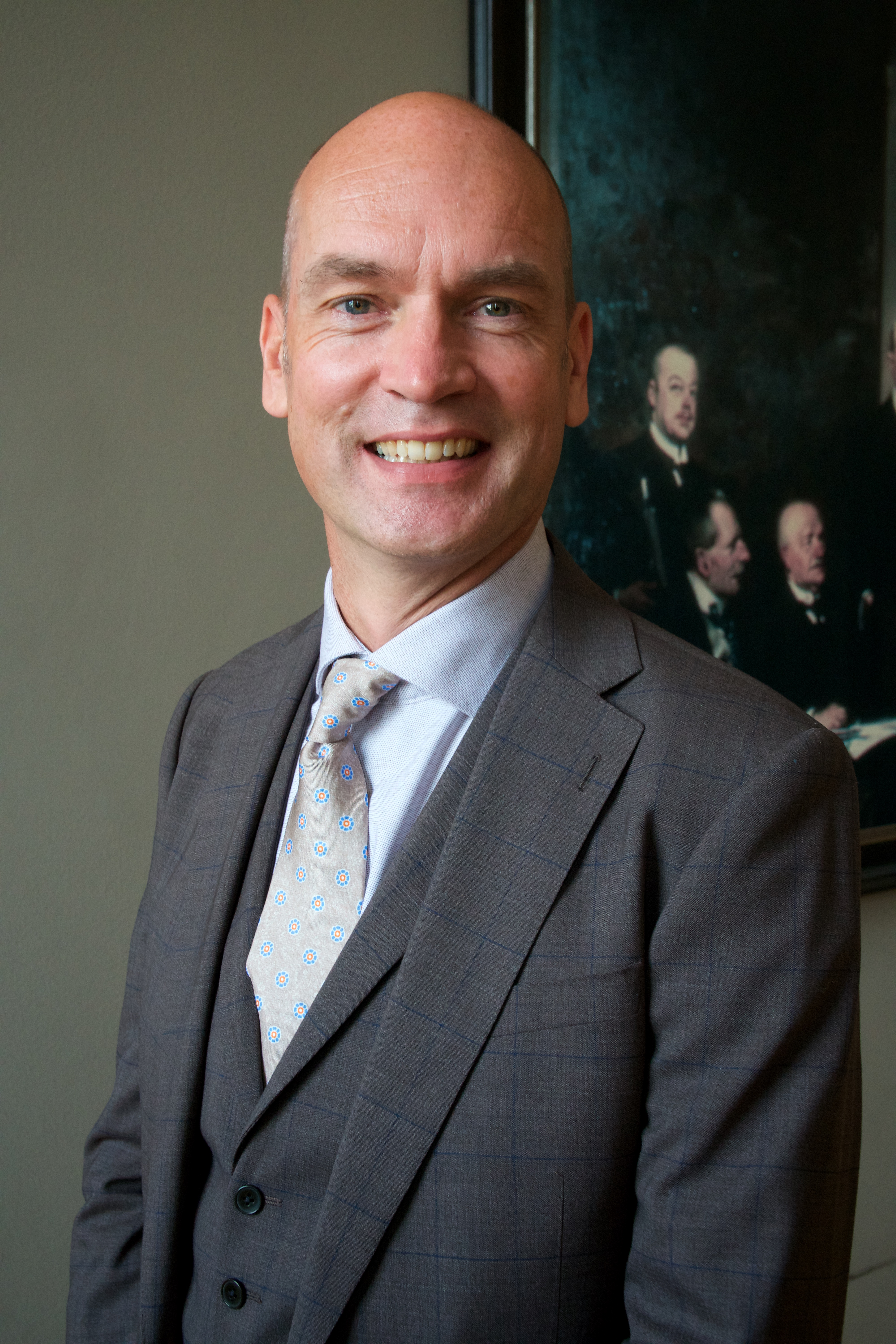
Gert-Jan Segers

De ChristenUnie behield bij de Tweede Kamerverkiezingen in maart 2017 haar vijf zetels. Na de verkiezingen en het mislukken van een eerste formatiepoging tussen GroenLinks en het zogeheten motorblok bestaande uit VVD, CDA en D66, leek de ChristenUnie de ideale kandidaat om aan te schuiven. Na verkenningsgesprekken tussen Pechtold (D66) en Segers op 23 mei kwamen zij tot de conclusie dat er onvoldoende ruimte bleek voor verdere onderhandelingen; met name medisch-ethische kwesties waren voor D66 een groot punt van verschil. Op 12 juni 2017 werd duidelijk dat ook een tweede formatiepoging onder leiding van Herman Tjeenk Willink met GroenLinks was mislukt. Omdat de PvdA van Lodewijk Asscher weigerde mee te doen aan een nieuw kabinet was de ChristenUnie de laatst overgebleven optie. Eind juni begonnen de formatiebesprekingen onder leiding van informateur Gerrit Zalm. Op 10 oktober 2017 werd bekend dat er een coalitieakkoord was voor een nieuw te vormen kabinet. Kabinet-Rutte III stond op 26 oktober 2017 op het bordes met twee ministers namens de ChristenUnie: Carola Schouten werd vicepremier en minister van Landbouw, Natuur en Voedselkwaliteit, terwijl Arie Slob in het ministerie van Onderwijs, Cultuur en Wetenschap de rol van minister voor Basis- en Voortgezet Onderwijs en Media ging vervullen. Daarnaast werd Paul Blokhuis staatssecretaris van Volksgezondheid, Welzijn en Sport.
Bij de Europese Parlementsverkiezingen van 2019 behield de gezamenlijke lijst van ChristenUnie-SGP twee zetels; beide partners kregen één zetel toegewezen. Op 5 juni 2019 besloot de ChristenUnie de ECH-fractie te verlaten na stemming over toetreding van Forum voor Democratie. ChristenUnie-Europarlementariër Peter van Dalen was tegen toetreding, terwijl SGP'er Bert-Jan Ruissen voor stemde. Op 20 juni besloot Van Dalen tot aansluiting bij de EVP-fractie, waartoe ook het CDA behoort. Na enige bedenktijd besloot Ruissen niet in deze stap mee te gaan en zich toch bij de ECH-fractie aan te sluiten.
Tijdens de kabinetsperiode koos de ChristenUnie ervoor om duidelijk te benoemen welke van haar standpunten wel en welke niet verwezenlijkt werden. Zo omschreef Kamerlid Eppo Bruins het VVD-plan om de dividendbelasting af te schaffen als "een meloen die moest worden doorgeslikt". Samen met coalitiegenoot D66 en soms het CDA lukte het de partij kleine successen te boeken, zoals het niet doorgaan van het afschaffen van die dividendbelasting, het doorvoeren van een kinderpardon en het niet open laten gaan van Lelystad Airport voor vakantievluchten. De achterban was kritisch op het feit dat het nauwelijks lukte om vluchtelingen op te vangen vanuit het Griekse vluchtelingenkamp Moria. Inzake de aanpak van de coronacrisis steunde de ChristenUnie doorgaans het kabinetsbeleid, al dan niet met kritische kanttekeningen.

### 2021-2023
Tijdens de Tweede Kamerverkiezingen in maart 2021 was Segers opnieuw lijsttrekker. De partij behaalde voor de vierde keer op rij vijf zetels. Twee weken na de verkiezingen liet Segers weten niet te zullen deelnemen in een nieuw kabinet onder Rutte, omdat Rutte gesproken had over het kritische CDA-Kamerlid Pieter Omtzigt tijdens de formatie, maar dat in een interview ontkend had. De ChristenUnie had kort daarvoor een motie van wantrouwen in de Tweede Kamer tegen Rutte niet gesteund, omdat zij de regering niet wilde 'onthoofden' tijdens de aanpak van de coronacrisis. Enkele weken later kwam Segers terug op het uitsluiten van de VVD onder Rutte. Uiteindelijk werd op 15 november 2021 toch een regeerakkoord bereikt tussen de partijen VVD, CDA, D66 en ChristenUnie. Op 10 januari 2022 trad het nieuwe kabinet aan met Schouten wederom als vicepremier.
De partij zag zich op 1 oktober 2022 genoodzaakt om voor de eerste keer in haar geschiedenis een extra congres te organiseren, naar aanleiding van aanhoudende onvrede over de asieldeal van Rutte IV onder de leden. In een brief hadden leden die het congres eisten, het over "moreel failliete beslissingen" omdat onderdeel van de asieldeal was dat gezinshereniging van erkende vluchtelingen uitgesteld zou worden.

### 2023-heden

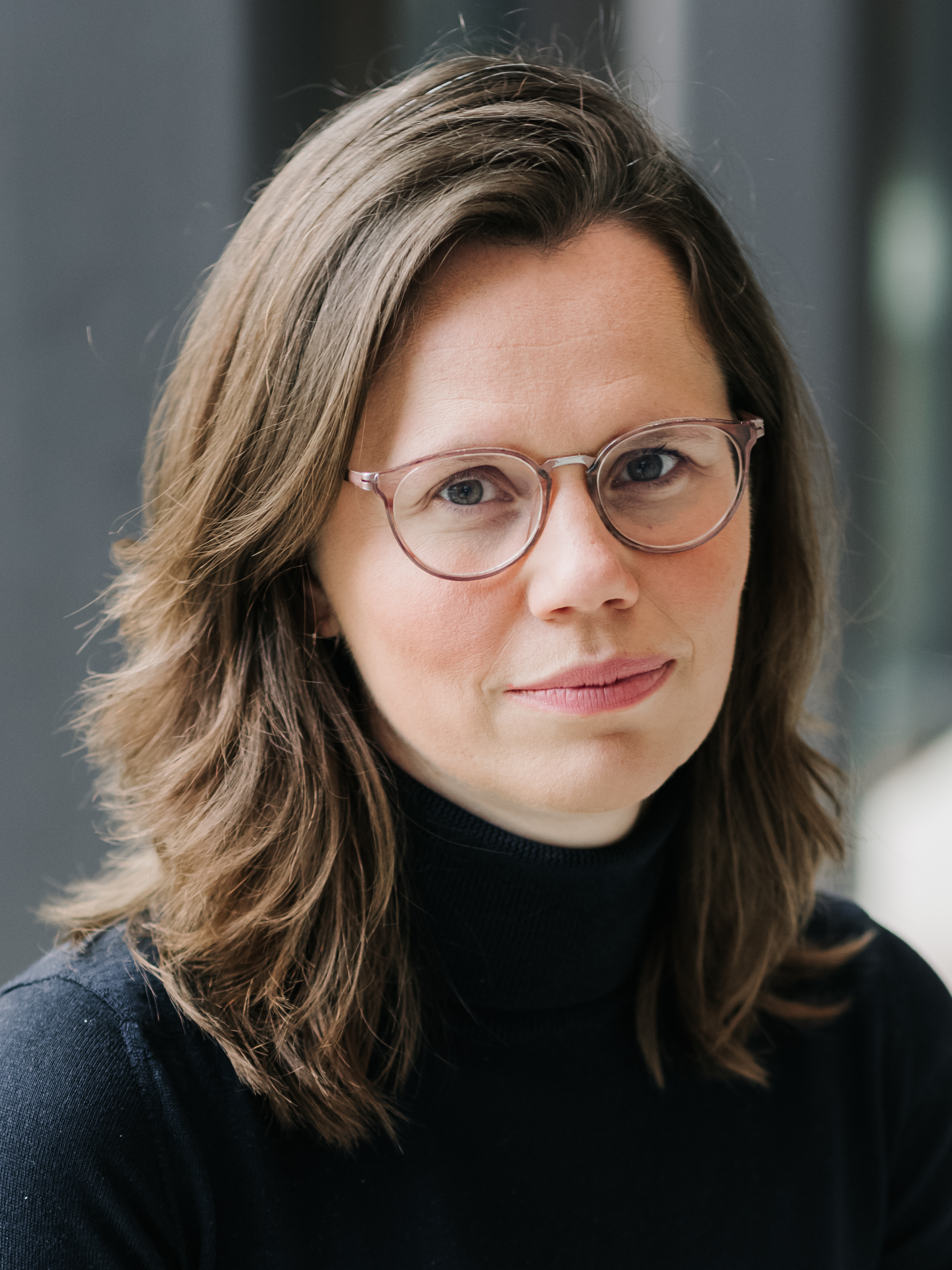
Mirjam Bikker (2023)

Fractieleider Segers stapte in januari 2023 op als Tweede Kamerlid. Hij werd als partijleider opgevolgd door Mirjam Bikker. Segers wilde meer tijd aan zijn gezin besteden. "Daarnaast is het ook gewoon heilzaam om na een zeker aantal jaren plaats te maken voor een ander. Bij leiderschap hoort ook het inzicht dat die rol tijdelijk is". In juli 2023 viel het kabinet na onderhandelingen over asiel, omdat de vier partijen van het kabinet het niet eens werden hierover.
Op 13 juni 2023 werd Eric Holterhues geïnstalleerd als lid van de Eerste Kamer, als eerste belijdend rooms-katholiek CU-lid en tevens openlijk praktiserend homoseksueel.
In het voorjaar van 2023 was de ChristenUnie-top verwikkeld in onderhandelingen met de andere drie coalitiepartijen van het kabinet-Rutte IV over het migratiebeleid. Partijleider Bikker speelde een belangrijke rol bij de uiteindelijke val van het kabinet: zij trok een "rode lijn" waar het ging om gezinshereniging bij de onderhandelingen over nieuwe asielmaatregelen. Op dat punt klapte het kabinet. Bij de daarop volgende Tweede Kamerverkiezingen op 22 november 2023 haalde de partij met Bikker als lijsttrekker 2,04% procent van de stemmen, een electoraal dieptepunt. De ChristenUnie ging van vijf naar drie zetels. Bij de Europese verkiezingen van 6 juni 2024 verloor de partij haar enige zetel in het Europees Parlement, waardoor Anja Haga na een halfjaar vertrok.

## Organisatie

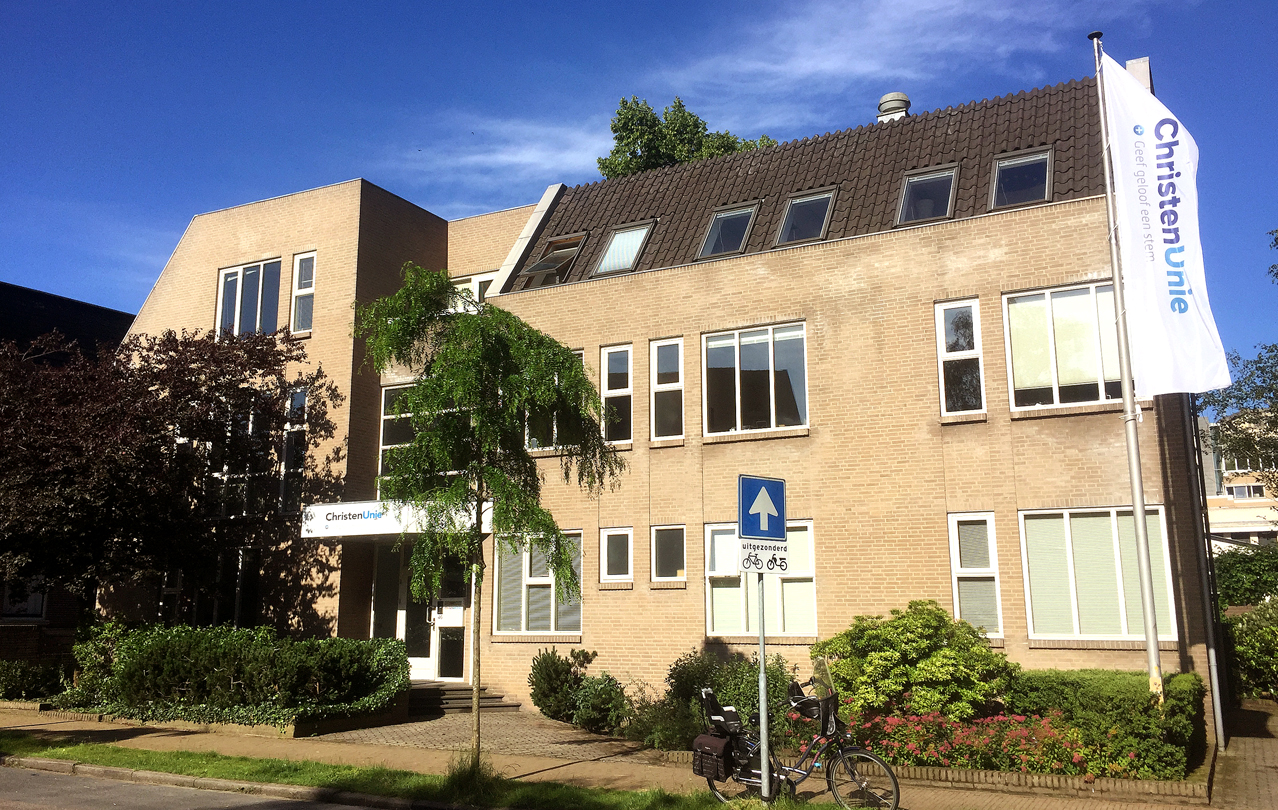
Het voormalige partijbureau van de ChristenUnie in Amersfoort.

De ChristenUnie kende bij oprichting een federatieve structuur. De lokale ChristenUnie's waren zelfstandige verenigingen met volledige rechtsbevoegdheid en geen afdelingen van de landelijke partij, zoals bij veel andere partijen in Nederland het geval is. Deze lokale verenigingen vormden de leden van de landelijke vereniging.
In november 2013 werd een vernieuwing van de partijstructuur in gang gezet, waarbij de toenmalige verenigingen afdelingen werden, leden meer individueel stemrecht moesten krijgen en lid konden worden van de landelijke ChristenUnie. Op een partijcongres in juni 2014 werden voorstellen daartoe aangenomen.

### Bestuur
- Marco Vermin (voorzitter)
- Gert Jan Freeke (vicevoorzitter)
- Wieger Kastelein (penningmeester)
- Reina Dijksterhuis (secretaris)
- Johanna Koffeman-Kramer (internationaal secretaris)
- Mart Keuning
- Alex ten Cate

### Leden
Vanwege een beveiligingsprobleem met de MediaWiki Graph-software is het momenteel niet mogelijk deze grafiek weer te geven. Zodra de software is bijgewerkt zal de grafiek vanzelf weer zichtbaar worden.
| Jaar | Aantal leden | Jaar | Aantal leden | Jaar | Aantal leden |
| ---- | ------------ | ---- | ------------ | ---- | ------------ |
| 2002 | 27.250       | 2012 | 24.776       | 2022 | 26.167       |
| 2003 | 27.000       | 2013 | 24.080       | 2023 | 25.261       |
| 2004 | 25.074       | 2014 | 23.631       | 2024 | 24.707       |
| 2005 | 24.235       | 2015 | 23.521       | 2025 | 23.975       |
| 2006 | 24.156       | 2016 | 23.398       |      |              |
| 2007 | 26.673       | 2017 | 23.695       |      |              |
| 2008 | 27.683       | 2018 | 25.071       |      |              |
| 2009 | 26.745       | 2019 | 25.170       |      |              |
| 2010 | 26.441       | 2020 | 25.238       |      |              |
| 2011 | 25.489       | 2021 | 25.495       |      |              |

Bron: ChristenUnie - ledentallen (Documentatiecentrum Nederlandse Politieke Partijen)

## Standpunten

### Grondslag
De grondslag van de ChristenUnie luidt sinds juni 2015 als volgt:
Gedreven door Gods liefde en Christus’ koningschap wil de ChristenUnie zich inzetten voor de samenleving en het bestuur van ons land. Zij erkent dat de overheid door God is gegeven om recht te doen en vrijheid en vrede te beschermen, wereldwijd. De ChristenUnie baseert haar politieke principes op de Bijbel, Gods geïnspireerde en gezaghebbende Woord. Haar leden verenigen zich vanuit het christelijk geloof, zoals kernachtig verwoord in de Geloofsbelijdenis van Nicea.
Tot dat moment stond in de grondslag, aangeduid als Uniefundering, een verwijzing naar de Drie Formulieren van Enigheid. De Uniefundering luidde als volgt:
De ChristenUnie erkent Gods heerschappij over het staatkundig leven, dat de overheid door God is gegeven en in zijn dienst staat en dat christenen de verantwoordelijkheid hebben actief te zijn in de samenleving. Zij fundeert haar politieke overtuiging op de Bijbel, het geïnspireerde en gezaghebbende Woord van God, die door de Drie Formulieren van Eenheid wordt nagesproken en die ook voor het staatkundig leven wijsheid bevat.
De verwijzing naar de Drie Formulieren van Enigheid lag gevoelig bij veel (met name evangelische) christenen, omdat daarin onder andere de volwassenendoop wordt verworpen. In de Heidelbergse Catechismus wordt de rooms-katholieke eredienst aangeduid als "paapse mis" en als "vervloekte afgoderij". Voor veel rooms-katholieke christenen voelde dit daarom nog als een drempel om lid te worden van de partij. Zelf gaf de partij de uitleg dat de verwijzing niet bedoeld was om in te stemmen met de Drie Formulieren, maar om in te stemmen met de "politieke overtuiging van de ChristenUnie die voortkomt uit dit gedachtegoed". Sinds de oprichting van de partij was er al regelmatig discussie over Uniefundering. Voor een verwijzing daarnaar in de grondslag was gekozen om bij de fusie tussen RPF en GPV met name een groot aantal vrijgemaakte leden binnenboord te houden.

### Politieke plaatsbepaling en standpunten
De ChristenUnie wordt sinds haar ontstaan met enige regelmaat als links bestempeld, in tegenstelling tot haar voorgangers GPV en RPF, die vaak samen met de SGP tot klein christelijk rechts werden gerekend. Rouvoet distantieert zich echter van het links-rechts denken en bestempelt zijn partij liever als "christelijk-sociaal".
Op een aantal vraagstukken, zoals sociaal beleid, asielbeleid, ontwikkelingssamenwerking en milieu, neemt de ChristenUnie linkse standpunten in en trekt ze regelmatig op met linkse partijen als de PvdA, SP en GroenLinks. De ChristenUnie is voor een verhoging van het budget voor ontwikkelingshulp naar 1,0 procent van het bnp en in het verleden zelfs voor een verhoging naar 1,3 procent. Over de partij wordt wel gesteld dat zij in de praktijk in het Midden-Oostenconflict meestal aan de zijde van Israël staat.
Op economisch gebied is de ChristenUnie voor aanpassing van de hypotheekrenteaftrek. Op lange termijn wil de partij dat iedereen een gelijke hypotheekrenteaftrek krijgt van 30 procent. Verder doet de partij veel voorstellen die betrekking hebben op de nivellering van inkomsten.
Op het gebied van drugsbeleid, medisch-ethische kwesties (als abortus en euthanasie), het Midden-Oostenconflict en het buitenlandse beleid doen zich daarentegen sterke verschillen voor tussen de ChristenUnie en de linkse partijen. De ChristenUnie wil de wetgeving rondom abortus en euthanasie terugdraaien, maar zolang dat niet mogelijk is zet de partij in op alternatieven, zoals opvang voor tienermoeders en palliatieve zorg. De positie van het gezin is altijd een belangrijk speerpunt van de partij geweest. Zo kwam er door toedoen van de ChristenUnie in het kabinet-Balkenende IV de minister voor Jeugd en Gezin. Ook was de partij lange tijd voorstander van de zogeheten heffingskorting, een belastingvoordeel voor vrouwen die thuisblijven om voor de kinderen te zorgen. Deze fiscale maatregel werd door critici ook wel spottend "aanrechtsubsidie" genoemd.
Anders dan de SGP heeft de ChristenUnie geen theocratische inslag. Zij is dus voor de vrijheid van godsdienst, ook voor andere religies dan het christendom. De partij is voor scheiding van kerk en staat. Voor de partij is dat niet hetzelfde als scheiding van geloof en staat. Door zich principieel vóór ieders godsdienstvrijheid op te stellen komt de CU regelmatig in conflict met de PVV, die vaak harde taal over de islam spreekt. Binnen de achterban van de CU is er verdeeldheid over hoe met de PVV (en met de islam) om te gaan. Op een ledencongres in mei 2011 werd een resolutie aangenomen die de partij opriep de PVV te bejegenen als elke andere partij waartegen zij zich principieel verzet. Het Bijbelse gebod van naastenliefde geldt volgens de indieners ook de politieke tegenstander, maar werd niet altijd uitgedragen.
Ten aanzien van de Europese Unie neemt de partij een houding tussen kritisch en positief aan. Bij een partijcongres in februari 2014 werd als leuze "Samenwerking JA, superstaat NEE" aangenomen. Vooral de jongeren binnen de partij beklemtonen het belang van de EU.
De ChristenUnie heeft in diverse gemeenten vloekverboden gerealiseerd of voorgesteld, meestal samen met de SGP. Daarnaast heeft de ChristenUnie vaak gepleit voor het recht van scholen en andere levensbeschouwelijke instellingen om hun eigen personeelsbeleid te mogen voeren. De ChristenUnie en haar voorlopers hebben vanaf het begin gewaarschuwd tegen het gedogen van cannabis. De ChristenUnie stelt ook dat, sinds prostitutie gelegaliseerd is, het nog vaak een vorm van vrouwenhandel en vrouwenmisbruik is, en allerminst een normaal beroep. De ChristenUnie wil de zondagsrust bevorderen, bijvoorbeeld door koopzondagen tegen te gaan en een verbod voor vrachtverkeer om op zondag te rijden. Ook ageert de partij veelvuldig tegen de verspreiding van bloot in de media en/of de publieke ruimte.
Binnen de partij is homoseksualiteit een gevoelig onderwerp. Harde standpunten en formuleringen over dit onderwerp leidden in juni 2008 tot het vertrek van politica Yvette Lont, die later een eigen partij oprichtte, de Evangelische Partij Nederland. Sander Chan was lid van het bestuur van ChristenUnie Amsterdam, maar stopte daar in oktober 2008 mee, naar aanleiding van het rapport-Cnossen, omdat homo's volgens hem in de praktijk niet binnen de ChristenUnie kunnen functioneren. Als homoseksueel kon hij zich daar niet in vinden. Sinds de Commissie-Cnossen is de partij in de praktijk meer open komen te staan voor leden die een relatie hebben met iemand van hetzelfde geslacht, hoewel de partij het huwelijk nog altijd definieert als een verbintenis tussen man en vrouw. De duidelijkste illustratie daarvan was de voordracht en benoeming van Eric Holterhues, die samenwoont met een man, tot Eerste Kamerlid.

## Electoraat

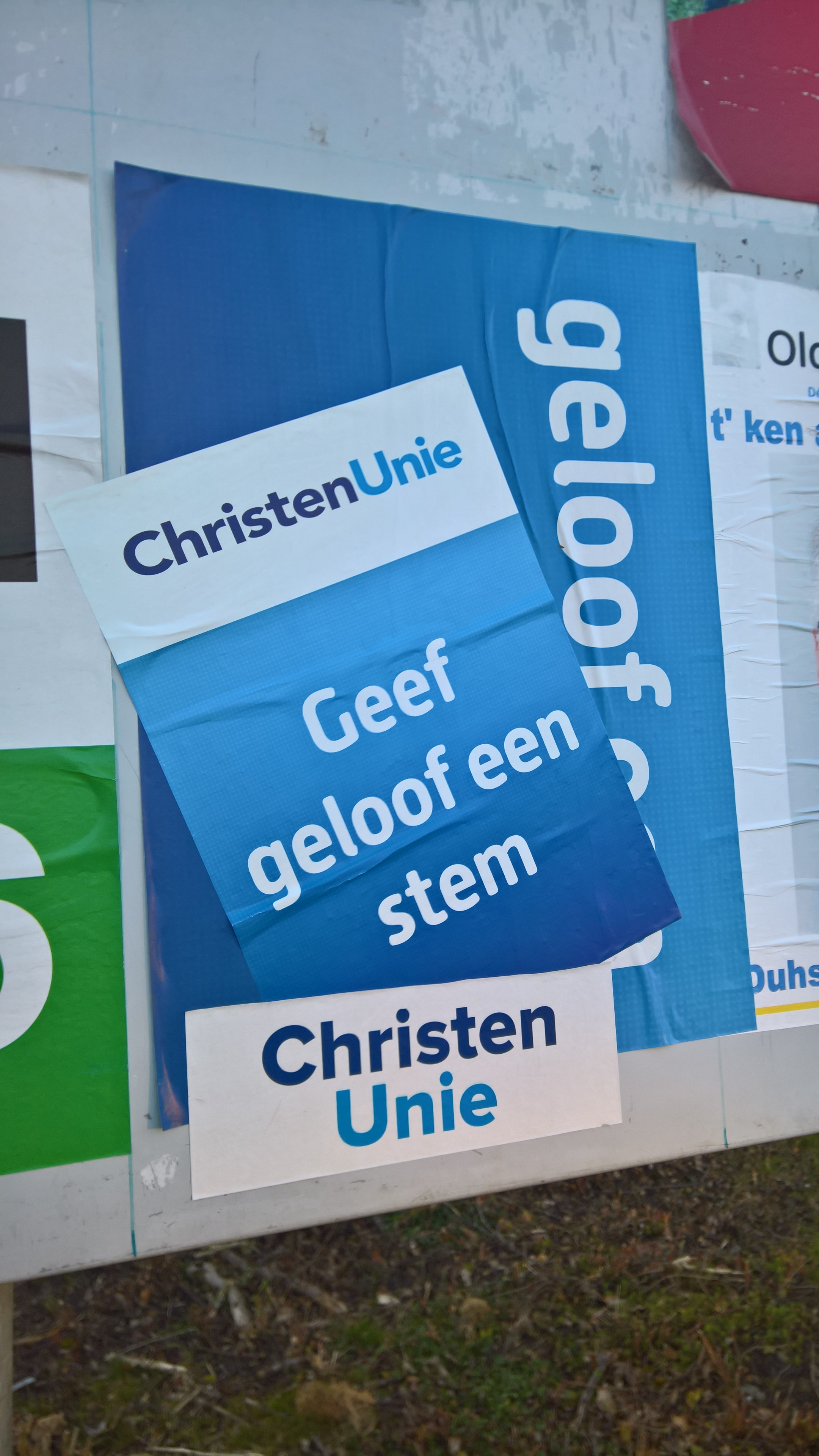
Verkiezingsposter van de CU in Winschoten

Hoewel de aanhang van politieke partijen niet meer vaststaat en verkiezingsuitslagen behoorlijk kunnen schommelen, kent de ChristenUnie een relatief grote aanhang onder gereformeerd vrijgemaakten en andere orthodox-protestanten zoals de Nederlands-Gereformeerde Kerk, maar ook onder reguliere protestanten (PKN). Hierdoor scoort de partij goed in gebieden waar veel orthodox-protestanten wonen, zoals de Bijbelgordel, Midden-Overijssel en delen van Groningen en Friesland. In tegenstelling tot de SGP kan de ChristenUnie echter ook buiten deze gebieden rekenen op een klein maar redelijk aandeel stemmen (1 tot 5%), wat de sterkere vertegenwoordiging op nationaal vlak verklaart. Alleen in de traditioneel rooms-katholieke delen van Nederland, zoals de provincies Noord-Brabant en Limburg, heeft de partij zeer weinig aanhang (< 1%).
De partij investeert sinds 2006 door middel van een 'ChristenUnie-kaderschool' in opleiding en vorming van haar huidige en toekomstige generatie politici en bestuursleden.

## Volksvertegenwoordiging

### Kabinet
De ChristenUnie heeft deel uitgemaakt van de kabinetten Balkenende IV (2007-2010), Rutte III (2017-2022) en Rutte IV (2022-2024).

### Tweede Kamer
| Verkiezingsjaar | Lijsttrekker    | Kandidatenlijst | Aantal stemmen | % van de stemmers | Aantal behaalde zetels | Kabinetsdeelname |
| --------------- | --------------- | --------------- | -------------- | ----------------- | ---------------------- | ---------------- |
| 2002            | Kars Veling     | Kandidatenlijst | 240.953        | 2,54%             | 4 / 150                | –                |
| 2003            | André Rouvoet   | Kandidatenlijst | 204.694        | 2,12%             | 3 / 150                | –                |
| 2006            | André Rouvoet   | Kandidatenlijst | 390.969        | 3,97%             | 6 / 150                | Balkenende IV    |
| 2010            | André Rouvoet   | Kandidatenlijst | 305.094        | 3,24%             | 5 / 150                | –                |
| 2012            | Arie Slob       | Kandidatenlijst | 294.586        | 3,13%             | 5 / 150                | –                |
| 2017            | Gert-Jan Segers | Kandidatenlijst | 356.271        | 3,39%             | 5 / 150                | Rutte III        |
| 2021            | Gert-Jan Segers | Kandidatenlijst | 351.275        | 3,37%             | 5 / 150                | Rutte IV         |
| 2023            | Mirjam Bikker   | Kandidatenlijst | 212.532        | 2,04%             | 3 / 150                | –                |

### Eerste Kamer
| Verkiezingsjaar | Lijsttrekker     | Kandidatenlijst | Aantal stemmen | % van de stemmen | Aantal behaalde zetels |
| --------------- | ---------------- | --------------- | -------------- | ---------------- | ---------------------- |
| 2003            | Egbert Schuurman | Kandidatenlijst | 4.960          | 3,07%            | 2 / 75                 |
| 2007            | Egbert Schuurman | Kandidatenlijst | 9.706          | 5,95%            | 4 / 75                 |
| 2011            | Roel Kuiper      | Kandidatenlijst | 5.708          | 3,44%            | 2 / 75                 |
| 2015            | Roel Kuiper      | Kandidatenlijst | 8.237          | 4,87%            | 3 / 75                 |
| 2019            | Mirjam Bikker    | Kandidatenlijst | 8.707          | 5,03%            | 4 / 75                 |
| 2023            | Tineke Huizinga  | Kandidatenlijst | 6.595          | 3,68%            | 3 / 75                 |

### Europees Parlement
De ChristenUnie werkte vanaf haar oprichting samen met de SGP op Europees niveau, een samenwerking die haar voorgangers al sinds 1984 hadden. Deel hiervan was meedoen aan de verkiezingen met één gezamenlijke lijst. De verschillen in stemgedrag van beide partijen namen echter toe, waardoor de ChristenUnie in 2022 besloot om de gezamenlijke lijst met de SGP te stoppen. De partijen zaten op dat moment al in verschillende fracties in het Europees Parlement: de ChristenUnie bij de EVP-fractie, de SGP bij de fractie van de Europese Conservatieven en Hervormers. Bij de verkiezingen van 2024 haalde de CU geen zetel, de SGP echter wel.
| Verkiezingsjaar | Lijsttrekker    | Kandidatenlijst | Aantal stemmen | % van de stemmers | Aantal behaalde zetels | Opmerking                     |
| --------------- | --------------- | --------------- | -------------- | ----------------- | ---------------------- | ----------------------------- |
| 2004            | Hans Blokland   | Kandidatenlijst | 279.880        | 5,87%             | 2 / 27                 | Gezamenlijke lijst met de SGP |
| 2009            | Peter van Dalen | Kandidatenlijst | 310.540        | 6,82%             | 2 / 25 - 2 / 26        | Gezamenlijke lijst met de SGP |
| 2014            | Peter van Dalen | Kandidatenlijst | 364.843        | 7,67%             | 2 / 26                 | Gezamenlijke lijst met de SGP |
| 2019            | Peter van Dalen | Kandidatenlijst | 375.660        | 6,83%             | 2 / 26 - 2 / 29        | Gezamenlijke lijst met de SGP |
| 2024            | Anja Haga       | Kandidatenlijst | 180.060        | 2,89%             | 0 / 31                 | Zelfstandige lijst            |

### Provincies
| Provincie     | Zetels 2003 | Zetels 2007 | Zetels 2011 | Zetels 2015 | Zetels 2019 | Zetels 2023 |
| ------------- | ----------- | ----------- | ----------- | ----------- | ----------- | ----------- |
| Groningen     | 4 van 55    | 4 van 43    | 3 van 43    | 4 van 43    | 4 van 43    | 3 van 43    |
| Friesland     | 3 van 55*   | 3 van 43    | 3 van 43    | 3 van 43    | 3 van 43    | 2 van 43    |
| Drenthe       | 2 van 51    | 3 van 41    | 2 van 41    | 3 van 41    | 3 van 41    | 2 van 43    |
| Overijssel    | 4 van 63    | 5 van 47    | 3 van 47    | 4 van 47    | 4 van 47    | 3 van 47    |
| Flevoland     | 4 van 47    | 5 van 39    | 3 van 39    | 3 van 41    | 3 van 41    | 2 van 41    |
| Gelderland    | 3 van 75    | 4 van 53    | 3 van 55    | 4 van 55    | 4 van 55    | 3 van 55    |
| Utrecht       | 3 van 63    | 4 van 47    | 2 van 47    | 3 van 49    | 4 van 49    | 3 van 49    |
| Noord-Holland | 1 van 83*   | 2 van 55*   | 1 van 55*   | 1 van 55*   | 1 van 55    | 1 van 55    |
| Zuid-Holland  | 3 van 83    | 4 van 55    | 2 van 55    | 3 van 55    | 3 van 55    | 2 van 55    |
| Zeeland       | 3 van 47    | 3 van 39    | 2 van 39    | 2 van 39    | 2 van 39    | 1 van 39    |
| Noord-Brabant | 1 van 79*   | 1 van 55*   | 0 van 55*   | 1 van 55*   | 2 van 55*   | 1 van 55*   |
| Limburg       | -           | 0 van 47    | 0 van 47    | -           | 0 van 47    | 0 van 47    |
| Nederland     | 26 van 764  | 35 van 564  | 23 van 566  | 29 van 570  | 31 van 570  | 23 van 572  |

* In combinatie met de SGP.
Een "-" in de tabel betekent dat de partij geen kandidatenlijst had ingediend.
In Limburg deed de ChristenUnie in 2007 voor het eerst mee, maar kwam daar ongeveer duizend stemmen tekort voor een zetel. Veel stemmen kwamen vermoedelijk van protestanten met een andere regionale achtergrond en conservatieve katholieken.
Op 16 mei 2018 hebben Provinciale Staten van de provincie Overijssel Andries Heidema voorgedragen als nieuwe commissaris van de Koning in deze provincie. Op 25 mei 2018 heeft de Nederlandse ministerraad ingestemd met de voordracht en Heidema benoemd per 11 juli 2018. Heidema is de eerste Commissaris van de Koning van ChristenUnie-huize.

### Gemeenten
Op gemeentelijk niveau behaalde de ChristenUnie bij de Tweede Kamerverkiezingen in 2021 in de volgende gemeenten het hoogste percentage stemmen:
1. 21,9%  Bunschoten
2. 19,7%  Oldebroek
3. 17,4%  Hardinxveld-Giessendam
4. 17,3%  Hattem
5. 17,2%  Elburg
6. 15,7%  Zwartewaterland
7. 14,6%  Heerde
8. 13,9%  Kampen
9. 13,8%  Veenendaal
10. 13,4%  Putten

Hierbij valt op te merken dat in de gemeentes Bunschoten en Oldebroek de ChristenUnie percentueel ook de meeste stemmen haalde van alle deelnemende partijen in die gemeentes.
Bij de gemeenteraadsverkiezingen behaalt de ChristenUnie doorgaans betere resultaten. Bij de verkiezingen van 2018 behaalde men in de volgende gemeenten het hoogste percentage stemmen (>25%):
1. 36,0%  Renswoude
2. 34,5%  Bunschoten
3. 33,2%  Oldebroek
4. 30,1%  Staphorst
5. 27,9%  Hattem
6. 25,5%  Zwartewaterland

De ChristenUnie is na deze verkiezingen in 13 gemeenten de grootste partij: Assen, Bunschoten, Elburg, Hattem, Kampen, Oldebroek, Renswoude, Stadskanaal, Urk, Veenendaal, Zwartewaterland en Zwolle. In Gouda deelt de ChristenUnie de eerste plek met vier andere partijen in de gemeenteraad. De partij levert 80 wethouders en ongeveer 430 gemeenteraadsleden.
Verder haalt de partij veel stemmen (ongeveer 10%) in grotere plaatsen als Drachten, Kampen, Zwolle, Harderwijk, Barneveld, Ede, Veenendaal en Katwijk. In absolute aantallen komt Zwolle op de eerste plaats.

### Waterschappen
De waterschapsverkiezingen in november 2008 vonden voor het eerst plaats met behulp van een lijstenstelsel in plaats van voorheen het personenstelsel. De ChristenUnie deed in een aantal waterschappen mee, ondanks dat verantwoordelijk staatssecretaris van Verkeer en Waterstaat Tineke Huizinga van de ChristenUnie verklaarde dat deelname van politieke partijen aan de waterschapsverkiezingen onbedoeld en ongewenst is.
Bij de waterschapsverkiezingen 2023 deed de ChristenUnie mee in 16 van de 21 waterschappen. De partij is met de volgende aantallen vertegenwoordigd:
| Waterschap                     | 2023    |
| ------------------------------ | ------- |
| Noorderzijlvest                | 1 / 23  |
| Fryslân                        | 1 / 25  |
| Hunze en Aa's                  | 1 / 23  |
| Drents Overijsselse Delta      | 2 / 29  |
| Vechtstromen                   | 1 / 27  |
| Zuiderzeeland                  | 2 / 25* |
| Vallei en Veluwe               | 3 / 30  |
| Rijn en IJssel                 | -       |
| De Stichtse Rijnlanden         | 1 / 30  |
| Amstel, Gooi en Vecht          | 1 / 30  |
| Hollands Noorderkwartier       | 0 / 30  |
| Rijnland                       | 1 / 30* |
| Delfland                       | 1 / 30* |
| Schieland en de Krimpenerwaard | 2 / 30* |
| Rivierenland                   | 1 / 30  |
| Hollandse Delta                | 1 / 30  |
| Scheldestromen                 | 1 / 30  |
| Brabantse Delta                | -       |
| De Dommel                      | -       |
| Aa en Maas                     | -       |
| Limburg                        | -       |

* gezamenlijk met SGP, - geen deelname